# Primära länsvägar på Gotland
Länsvägarna på Gotland utmärks genom att de tilldelats serien 140-149. Alla länsvägar med nummer 14X är alltså gotländska vägar. Då Gotland saknar riksvägar och europavägar räknas de skyltade länsvägarna som Gotlands primära vägnät.
Södra Gotland har de lägre numren 140-144, norra Gotland de högre numren 146-149. Vägnätet utgår från Visby utom länsvägar 141, 144 och 146. Länsväg 145 saknas. Numrering följer nästan solfjädersprincipen, att vägarna går från huvudstaden/huvudorten i nummerordning åt olika håll, en princip som inte används i Sverige i övrigt, men som används för riksvägarna i många länder, till exempel Finland, Ryssland, Ungern, Belgien. Där används de lägsta numren för det och högre nummer för övriga vägar.
En avvikelse för Gotland är att nummer 141, 144 och 146 används för vägar utanför Visby, inte de högsta numren. Att Länsväg 145 inte finns beror på att den försvann genom en ändring av numren. Tidigare gick Länsväg 145 samma sträcka som nuvarande Länsväg 143 gör på sträckan Sjonhembacke - Ljugarn, medan Länsväg 143 gick vidare söderut från Sjonhembacke till Lye.

## Lista
| Väg | Sträckning |
| --- | --- |
| 140 | Fidenäs (142) – Sproge – Klintehamn (141) – Västergarn (575) – Kroks (600, 601) – Visby (142/148, 143, 148). Genomfart Visby: Söderväg, Solbergagatan, Norra Hansegatan och Broväg                                                |
| 141 | Hemse (142) – jämte grenväg 141.01 mot Burgsvik (142) – Klintehamn (140). Genomfart Hemse: Fardhemsvägen |
| 142 | Burgsvik (506) – Fidenäs (140) – Havdhem – Hemse (141.01, 141) – Sindarve (Hemse) (144) – Linde (545, 546) – Simunde (564) – Tass (563) – Isums (578, 592, 604) – Visby (148, 140) – Visby hamn (148). Genomfart Hemse: Storgatan |
| 143 | Hallute (144) – Ala (146) – Sjonhem – Roma – Visby (148, 147, 140). Genomfart Visby: Follingboväg - Österväg |
| 144 | Sindarve (142) – Lye – Garda – Hallute (143) - Ljugarn |
| 146 | Ala (143) – Kräklingbo – Gothem – Haga (626) – Boge kors (147) |
| 147 | Visby (143) – Hejdeby – Krampbro (623) Krampbro (638) – Burs (634) – Bäl – Boge kors (146) – Slite – St Banne (148). Genomfart Visby: Slitevägen. Genomfart Slite: Solklintsvägen                                                 |
| 148 | Visby hamn (142) – Visby (140, 148) – Tingstäde – St Banne – Lärbro (149) – Fårösund (färjeläget). Genomfart Fårösund: Fårövägen                                                                                                  |
| 149 | Visby – Lummelundsbruk – Stenkyrka – Kappelshamn – Lärbro (148). Genomfart Visby: Lummelundsväg |

## Tidigare länsvägar
Denna numrering gällde 1945-1962
| - 20 Visby–Klintehamn–Hemse–Burgsvik - 21 Visby–Roma–Lye–Hemse - 22 Ljugarn–Lye - 23 Roma–Ljugarn - 24 Slite–Ljugarn - 25 Kräklingbo–Katthammarsvik - 26 Visby–Slite–Lärbro - 27 Visby–Fårösund - 28 Visby–Hejde–Hemse |